# Chad Michael Murray
Chad Michael Murray (n. 24 august 1981 în Buffalo, New York) este un actor american.

## Biografie
Chad Michael Murray s-a născut la 24 august 1981 în Buffalo, New York. Are 4 frați: Rex, Nick, Brandon, Tyler și o soră: Shannon.
Cînd avea numai 10 ani mama lui a părăsit familia. Chad a învățat la Clarence High School în Clarence, New York.Prietenește cu actorul Jared Padalecki cu care a făcut cunoștință pe platoul de filmări ai serialului Gilmore Girls, iar mai apoi au apărut în filmul House of Wax.

## Viața personală
S-a căsătorit cu partenera sa de filmări din serialului One Tree Hill, Sophia Bush la 16 aprilie 2005. Dar după 5 luni de căsnicie perechea a divorțat.
În 2006 s-a logodit cu Kenzie Dalton.

## Cariera
Chad a debutat în industria cinematografică în 2000. Rolurile pe care le-a jucat sunt: Gilmore Girls, Freaky Friday, A Cinderella Story, House Of Wax, Lies în Plain Sight,personajul principal Lucas Scott  din serialul One Tree Hill, unde Chad a jucat 6 sezoane din 9 și Edgar Evernever în Riverdale 

## Filmografie (selecție)
- Christmas Cupid (2010) - ca Patrick
- Riverdale(2019)-ca Edgar Evernever